# 酢酸カルシウム
酢酸カルシウム（さくさんカルシウム、英: calcium acetate）は、酢酸とカルシウムの塩。CAS登録番号は [5743-26-0]。無水物と一水和物がよく知られるが、無水物は吸湿性が強いため、通常取り扱われるのは一水和物である。一水和物はわずかに吸湿性がある白色の結晶あるいは結晶性粉末で、無臭またはわずかな酢酸臭がある。水に易溶、エタノールに難溶。

## 製造法
酢酸カルシウムは、炭酸カルシウム（卵殻、または石灰岩や大理石などの一般的な炭酸塩岩に含まれる）または水酸化カルシウムに酢酸を入れると出来る、この性質を利用して酢や木酢液から酢酸を分離する為の中間物質として作られる場合もある。
{\displaystyle {\ce {CaCO3(s) + 2CH3COOH(l) -> (CH3COO)2Ca(aq) + H2O(l) + CO2(g)}}}
{\displaystyle {\ce {Ca(OH)2(s) + 2CH3COOH(l) -> (CH3COO)2Ca(aq) + 2H2O(l)}}}
両方の試薬が先史時代に利用可能だったので結晶は古くから観察されていた。

## 性質
水溶液は加水分解して微アルカリ性を示す。
{\displaystyle {\ce {CH3COO- + H2O <=> CH3COOH + OH-}}}
160℃で分解し、アセトンと炭酸カルシウムになる。
{\displaystyle {\ce {(CH3COO)2Ca -> (CH3)_2CO + CaCO3}}}
実験室的方法としてこの方法で酢酸カルシウムを乾留することでアセトンが得られる。
また、さらに強熱し続けると生じた炭酸カルシウムが分解し、酸化カルシウムと二酸化炭素になる。
{\displaystyle {\ce {CaCO3 -> CaO + CO2}}}

## 利用
酢酸カルシウムは国際的に食品添加物として安定剤、増粘剤等に汎用されている。日本の厚生労働省は2013年に本物質を認可した。